# Галамбу
Галамбу (также галамбе, галамби, галемби; англ. galambu, galambe, galambi, galembi; самоназвание: galambu) — чадский язык, распространённый в центральных районах Нигерии. Входит в группу боле-тангале западночадской языковой ветви.
Данные о том, какая часть представителей этнической общности галамбу говорит на языке своего этноса, отсутствуют. Язык бесписьменный.

## Классификация
В соответствии с классификацией чадских языков, предложенной американским лингвистом Полом Ньюманом, язык галамбу вместе с языками беле, боле (боланчи), дено (куби), гера, герума, канакуру (дера), карекаре, кирфи, купто, квами, маха, нгамо, перо, пийя (вуркум) и тангале входит в группу боле западночадской языковой ветви (в других классификациях, включая классификацию, опубликованную в лингвистическом энциклопедическом словаре в статье В. Я. Порхомовского «Чадские языки», данная группа упоминается под названием боле-тангле, или боле-тангале). Согласно исследованиям Пола Ньюмана, в пределах группы боле (или A.2) язык галамбу включается в кластер языков собственно боле подгруппы боле, сама же группа входит в подветвь западночадских языков A. Эта классификация приведена, в частности, в справочнике языков мира Ethnologue. Язык галамбу включается в группу боле-тангале подветви собственно западночадских языков также и в классификации, опубликованной в работе С. А. Бурлак и С. А. Старостина «Сравнительно-историческое языкознание».
В базе данных по языкам мира Glottolog даётся более подробная классификация языков подгруппы боле, составленная Расселом Шухом. В ней язык галамбу отнесён к кластеру галамбу-беле, в котором противопоставляется языку кирфи и общности языков нгамо-беле (бееле, боле и нгамо). Кластер галамбу-беле последовательно включается в следующие языковые объединения: языки ядерные боле и языки боле. Последние вместе с языками тангале составляют группу западночадских языков A A.2.
В классификациях афразийских языков чешского лингвиста Вацлава Блажека и британского лингвиста Роджера Бленча предлагаются иные варианты состава языков подгруппы боле и иная точка зрения на место этой подгруппы в рамках западночадской ветви языков.
Так, в классификации Вацлава Блажека язык галамбу отнесён к подгруппе языков боле-тангале, в которой представлены два языковых объединения: в первое вместе с галамбу входят языки боле, нгамо, маха, гера, кирфи, карекаре, герума, дено, куби, беле, во второе — языки тангале, перо и дера. Подгруппа боле-тангале вместе с ангасской подгруппой в данной классификации являются частью боле-ангасской группы, входящей в свою очередь в одну из двух подветвей западночадской языковой ветви.
В классификации же Роджера Бленча язык галамбу вместе с языками гера, герума, дено, буре, куби, кирфи (гииво) и даза образует языковое единство, входящее в объединение «a» (северные боле) подгруппы боле группы боле-нгас подветви западночадских языков A.

## Лингвогеография

### Ареал и численность
Область распространения языка галамбу размещена в центральной Нигерии на территории района Баучи (штат Баучи) — на правом берегу реки Гонгола. По данным Роджера Бленча, носители языка галамбу живут по-крайней мере в 15 селениях указанного региона.
Ареал языка галамбу с севера, востока и юго-востока граничит с ареалами близкородственных западночадских языков. С севера область распространения галамбу граничит с ареалом языка гера, с востока — с ареалом языка хауса, с юго-востока — с ареалом языка гурунтум-мбаару. На западе к ареалу галамбу примыкают ареал бантоидного языка джаравской группы лабир и малонаселённые территории. В южной части ареала галамбу расположены районы с чересполосным расселением носителей языков галамбу и лабир.
Численность носителей языка галамбу в 1920-х годах по одним сведениям составляла 8505 человек (1922), по другим — 2020 человек (1925). Согласно данным справочника Ethnologue, в 2006 году численность этнической общности галамбу оценивалась в 25 000 человек. По современным оценкам сайта Joshua Project численность этой группы составляет 35 000 человек (2017).

### Социолингвистические сведения
Согласно данным сайта Ethnologue, степень сохранности языка галамбу оценивается как «устойчивая». Между тем язык используется в бытовом общении только небольшой частью представителей этнической общности галамбу. Стандартной формы у языка галамбу нет. По вероисповеданию представители этнической общности галамбу в основном являются мусульманами, часть галамбу (около 16 %) придерживаются традиционных верований, часть (около 14 %) — христиане.